# تجمع غونة (المهرة)

تعديل مصدري - تعديل

تجمع غونة هو "تجمع بدوي" في عزلة الفيدمي بمديرية الغيظة التابعة لمحافظة المهرة، بلغ تعداد سكانها 6 نسمة حسب تعداد اليمن لعام 2004.